# 舊斯廷齊
49°34′1″N 29°13′41″E / 49.56694°N 29.22806°E
舊斯廷齊（烏克蘭語：Старостинці），是烏克蘭西南部文尼察州文尼察區的村落，隸屬波格列比謝市鎮，面積0.3平方公里，海拔高度250米，2001年人口619，人口密度每平方公里2,036.18人。